# قناة تيتشفيلد
قناة تيتشفيلد (بالإنجليزية: Titchfield Canal)‏ هي قناة مائية توجد في مقاطعة هامبشير بإنجلترا، وتعد ثاني أقدم مجرى مائي اصطناعي في بريطانيا؛ إذ أمر الإيرل الثالث لمدينة ساوثهامبتون بإنشاء سد على مدخل نهر ميون يفصله عن السولنت، وقد مكنت هذه القناة القوارب من الوصول إلى تيتشفيلد (بالإنجليزية: Titchfield)‏، التي كانت آنذاك ميناء حافلاً بالحركة.
أما اليوم، فلم تعد القناة مستخدمة في حركة القوارب، لكنها ما زال بها ماء. وقد نتج عن إنشاء السد على نهر ميون أثناء حفر القناة تكوُّن مستنقعات جعلت الآن محمية طبيعية تسمى محمية تيتشفيلد هافن.

## وصلات خارجية
- Fareham Borough Council, Walk Ten: Titchfield Canal
- Hampshire County Council, Painting of Titchfield Haven, at Westbury Manor Museum, Fareham
- Reference to Titchfield Canal